# Roualeyn Hovell-Thurlow-Cumming-Bruce, 9. Baron Thurlow

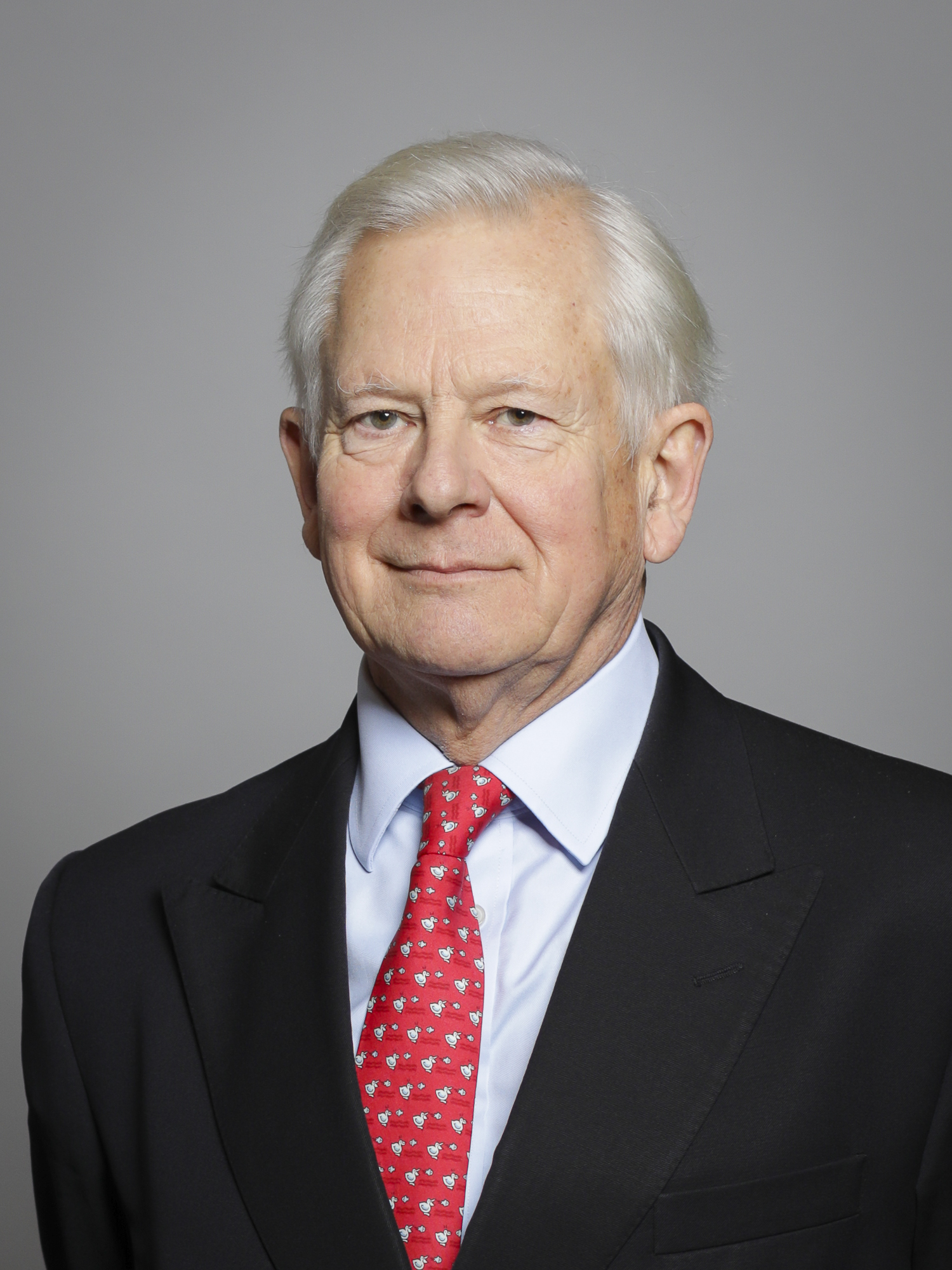
2019

Roualeyn Robert Hovell-Thurlow-Cumming-Bruce, 9. Baron Thurlow of Thurlow (* 13. April 1952) ist ein britischer Peer und Politiker (Crossbencher).

## Leben
Roualeyn Robert Hovell-Thurlow-Cumming-Bruce, 9. Baron Thurlow wurde als Sohn von Francis Edward Hovell-Thurlow-Cumming-Bruce, 8. Baron Thurlow of Thurlow und dessen Ehefrau Yvonne Diana Wilson († 1990) geboren. Er besuchte die Milton Abbey School in der Grafschaft Dorset im Südwesten Englands. Er ist Chartered Surveyor.  Aktuell (Stand: Januar 2015) berät er in Teilzeit institutionelle Anleger und Investoren. Er ist Mitglied (Professional Associate) der Royal Institution of Chartered Surveyors (A.R.I.C.S.).
Er erbte am 24. März 2013 mit dem Tod seines Vaters den Titel des Baron Thurlow in der Peerage of Great Britain. Voraussichtlicher Titelerbe (heir apparent) ist sein ältester Sohn Nicholas Edward Hovell-Thurlow-Cumming-Bruce.
Thurlow ist verheiratet. Er heiratete am 5. Mai 1980 seine Ehefrau Bridget Anne Julia Cheape, die einzige  Tochter von (Hugh) Bruce Ismay Cheape. Seine Ehefrau stammt aus South Lodge, Isle of Mull. Aus der Ehe gingen vier Kinder hervor, zwei Söhne (* 1986 und * 1990) und zwei Töchter (* 1986 und * 1991). 
Er lebte auf dem Anwesen Old Vicarage in Mapledurham bei Reading in der Grafschaft Berkshire. Aktuell (Stand: Januar 2015) lebt er in Oxfordshire/Westminster und während der Ferienzeit in Schottland.

## Mitgliedschaft im House of Lords
Thurlow ist parteilos. Bei der durch das Ausscheiden von Roger Chorley, 2. Baron Chorley und Flora Fraser, 21. Lady Saltoun, die beide freiwillig in den Ruhestand getreten waren, notwendig gewordenen Nachwahl von Hereditary Peers für das House of Lords trat Thurlow im Februar 2015 als Kandidat an. Thurlow erhielt bei der ersten Auszählung die höchste Stimmenzahl und wurde somit als formelles Mitglied ins House of Lords gewählt.
Als Themen von politischen Interesse gab er in seiner Kurzvorstellung im Vorfeld der Nachwahl  Europapolitik, Landwirtschaftspolitik, Umweltpolitik und Umweltschutz sowie Wohltätigkeitsorganisationen an.